# Dropshot (vistechniek)
De dropshot (werkwoord: dropshotten) is een vistechniek die haar oorsprong vindt in Amerika.

## Werking
Er wordt een vishaak haaks op de lijn geknoopt - zodanig dat de haak niet hangt -, waar een shadje of rubberworm op wordt gezet. Een stukje daaronder wordt een loodje of extra shadje geknoopt (zogenaamde "dropshot paternoster"). Met korte rukjes wordt het loodje opgetild en verplaatst. Hierdoor krijgt het shadje een natuurlijke zwembeweging en wordt tegelijkertijd de bodemstructuur afgetast naar de rovende vissen. De hengel, het aas en de locatie zijn de belangrijkste elementen.

## De hengel
Het dropshotten is een lichte vorm van visserij die goed te beoefenen is met een zogenaamde spinhengel maar ook met de speciaal gemaakte dropshothengels. De hengel moet niet te licht zijn. Een te stugge hengel laat het kunstaas te snel bewegen en tilt het lood gemakkelijk te ver van de bodem, een te lichte (soepele) hengel geeft een onnatuurlijke beweging aan het kunstaas en bemoeilijkt het zetten van de haak bij een aanbeet.
Het zetten van de haak moet met beleid gedaan worden, om niet direct het kunstaas uit de bek van de vis te trekken. Mede hierom wordt er veelal met een gevlochten hoofdlijn gevist met daaraan geknoopt een nylon of fluorcarbon onderlijn.

## Het aas
Er zijn speciale dropshotshadjes op de markt. In Amerika worden er ook gewoon rubberen imitaties van wormen gebruikt. Het kunstaas moet slank en flexibel zijn om gemakkelijk mee te geven, zwevend in het water te staan en te bewegen met eventuele stroming in het water. Het moet niet onnatuurlijk aanvoelen voor de vis.

## De locatie
Dropshotten kan overal gedaan worden waar roofvissen leven. Goede plekken zijn plekken waar de natuurlijke prooi van de roofvis zich ophoudt of in moeilijkheden komt want de roofvis verwacht hier eenvoudig eten te vinden. Dit is meestal het geval in wateren waar een stroomversnelling is: zoals bij bruggen of obstakels in het water, maar ook havens. Dit geldt in de winter meer dan in de zomer.